# ファグナーノ湖

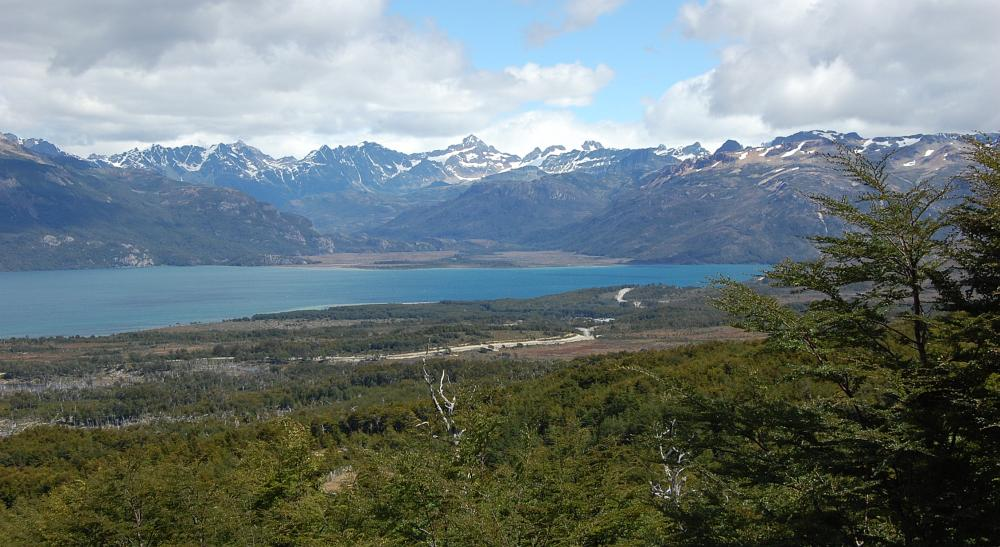
チリ部分を北から見た際のファグナーノ湖

ファグナーノ湖（ファグナーノこ、西: Lago Fagnano）またはカミ湖（カミこ、西: Lago Cami）は、南アメリカ最南端部のフエゴ島にある湖。アルゼンチンとチリの国境を跨いでいる。

## 地理
面積は645 km2であり、500km2以上の湖としては世界最南端にある。東西方向には98kmだが、南北方向には10km以下であり、極端に細長い形をしている。東西方向の72.5kmはアルゼンチン領土（ティエラ・デル・フエゴ州）であり、チリ領土（マガジャネス・イ・デ・ラ・アンタルティカ・チレーナ州）にあるのはわずか13.5kmである。最大水深は200mである。湖の西端（チリ領）からはアソパルド川がアルミランタスゴ・フィヨルドに向かって流れ出ている。湖はマガジャネス＝ファグナーノ断層に沿って発達した構造盆地上に位置する。

## 近隣の町
湖の東端（アルゼンチン領）にはトルウインという町がある。南に10数kmの位置にはティエラ・デル・フエゴ州都のウシュアイア（世界最南端の都市のひとつ）があり、ウシュアイア国際空港からはアルゼンチンの首都ブエノスアイレスやチリのマガジャネス・イ・デ・ラ・アンタルティカ・チレーナ州都プンタ・アレーナスなどへの路線が就航している。